# Nikolaus von Baudissin
Nikolaus Graf von Baudissin (* 29. Dezember 1838 auf Gut Projensdorf; † 14. April 1917 in Schivelbein) war ein deutscher Verwaltungsjurist und Abgeordneter in Preußen. Über vier Jahrzehnte war er Landrat in Pommern.

## Herkunft und Familie
Als Enkel von Heinrich Friedrich von Baudissin gehörte er zu dem ursprünglich aus der Oberlausitz stammenden, im Dreißigjährigen Krieg nach Schleswig-Holstein gekommenen Adelsgeschlecht Baudissin. Seine Eltern waren Graf Joseph Franz Christian von Baudissin (* 9. Januar 1797; † 5. April 1871), königlich dänischer Kammerherr, Rittmeister und Erbherr auf Borstel (Holstein), und dessen Ehefrau Gräfin Julia Friederike Josephina (* 21. August 1798; † 3. Juli 1881), eine geborene Gräfin Reventlow. Damit waren Adalbert Heinrich Friedrich sowie Traugott von Baudissin seine Brüder. Seine Tante war Sophie Anna von Reventlow. Zu seinen Cousins ersten Grades zählten Eduard und Ulrich von Baudissin, ein Cousin zweiten Grades war Wolf Wilhelm von Baudissin.
Nikolaus von Baudissin war seit 1877 in zweiter Ehe mit Katharina von der Osten  (* 2. Februar 1860) vermählt, der Tochter des Landrates Leopold von der Osten aus dem benachbarten Kreis Regenwalde. Aus der Ehe gingen eine Tochter Elisabeth und ein Sohn Wolf hervor.

## Leben
Nach dem Abitur am Evangelisch Stiftischen Gymnasium Gütersloh studierte Baudissin an der Friedrichs-Universität Halle, der Ruprecht-Karls-Universität Heidelberg und der Universität Leipzig Rechtswissenschaft. 1859 wurde er im Corps Guestphalia Heidelberg und (mit Franz Koppel-Ellfeld) im Corps Misnia Leipzig recipiert. Als Inaktiver beendete er das Studium an der heimatlichen Christian-Albrechts-Universität zu Kiel. Er war tätig ab 1863 am Obergericht in Glückstadt tätig, 1864 als Auskultator bei der obersten Zivilbehörde in Flensburg und ab 1866 als Bevollmächtigter bei der Regierung in Schleswig. Als das Herzogtum Holstein nach dem Deutsch-Dänischen Krieg und dem Deutschen Krieg vom Königreich Dänemark zum Königreich Preußen kam, trat auch Baudissin aus dem dänischen Staatsdienst in den preußischen Staatsdienst über. 1868 ging er als Regierungsassessor nach Stettin. Von der Regierung wurde er von November 1869 bis Mai 1870 als Landratsamtsverwalter im Kreis Pyritz eingesetzt. 1870 nahm er als Freiwilliger im 2. Pommerschen Ulanen-Regiment Nr. 9 am Deutsch-Französischen Krieg teil.
1871 wurde er von der Regierung während einer längeren Beurlaubung des Landrates Rüdiger von der Goltz als Landratsamtverwalter im Kreis Schivelbein eingesetzt. Die Regierung baute ihn so zum Nachfolger auf und tatsächlich wurde Baudissin nach Goltz’ Rücktritt zu Ende 1871 vom Kreistag mehrheitlich als Nachfolger vorgeschlagen und 1872 zum neuen Landrat ernannt. Er blieb in diesem Amt bis 1917. In seine lange Amtszeit fielen unter anderem 1897 der Bau eines Kreiskrankenhauses und 1901 die Errichtung der Kreissparkasse Schivelbein, in den Schluss seiner Amtszeit vor seinem Tode dann die Belastungen im Ersten Weltkrieg mit seiner Kriegswirtschaft. In seine Amtszeit fielen auch antisemitische Krawalle in der Stadt Schivelbein im August 1881, an deren Niederschlagung er sich als Landrat beteiligte.
Neben seiner Tätigkeit als Landrat war er von 1877 bis zu seinem Tode Mitglied des Pommerschen Provinziallandtages. Von 1879 bis 1888 saß er im Preußischen Abgeordnetenhaus.
Baudissin erwarb neben einem Haus in Schivelbein das Rittergut Neuhof im Kreis Regenwalde.
Im April 1917 starb Nikolaus Graf von Baudissin. In seinem Amt als Landrat folgte kommissarisch Rüdiger von der Goltz, der Sohn seines Amtsvorgängers.

## Ehrungen
- Eisernes Kreuz II. Klasse
- Roter Adler-Orden IV. Klasse (1883)
- Roter Adler-Orden III. Klasse (1893)
- Roter Adler-Orden II. Klasse mit Eichenlaub, zum Dienstjubiläum 1913
- Kronenorden (Preußen) II. Klasse (1906)